# محوطه چشمه کویه خسرو باشه
محوطه چشمه کویه خسرو باشه مربوط به سده‌های اولیه و میانی دوران‌های تاریخی پس از اسلام است و در شهرستان ثلاث باباجانی، روستای خسرو باشه واقع شده و این اثر در تاریخ ۳۰ تیر ۱۳۸۴ با شمارهٔ ثبت ۱۲۱۷۳ به‌عنوان یکی از آثار ملی ایران به ثبت رسیده است.